# Jiuquan
Jiuquan, tidigare romaniserat Kiuchüan, är en stad på prefekturnivå i provinsen Gansu i nordvästra Kina. Den ligger omkring 810 kilometer nordväst om provinshuvudstaden Lanzhou.
I norr har orten en kort landgräns till den mongoliska provinsen Gobi-Altaj.

## Administrativ indelning
Jiuquan indelas i ett stadsdistrikt som omfattar själva staden, två städer på häradsnivå, två reguljära härad och två autonoma härad.
| Map | Map                                   | Map                   | Map                       | Map               | Map       | Map                      |
| --- | ------------------------------------- | --------------------- | ------------------------- | ----------------- | --------- | ------------------------ |
|     |                                       |                       |                           |                   |           |                          |
| Nr  | Namn                                  | Kinesiska             | Pinyin                    | Befolkning (2010) | Yta (km²) | Befolkningstäthet (/km²) |
| 1   | Stadsdistriktet Suzhou                | 肃州区                | Sùzhōu qū                 | 428 346           | 3 349     | 127                      |
| 2   | Staden Yumen                          | 玉门市                | Yùmén shì                 | 159 792           | 13 500    | 11,8                     |
| 3   | Staden Dunhuang                       | 敦煌市                | Dūnhuáng shì              | 186 027           | 26 960    | 6,9                      |
| 4   | Häradet Jinta                         | 金塔县                | Jīntǎ xiàn                | 147 460           | 14 663    | 10                       |
| 5   | Häradet Guazhou                       | 瓜州县                | Guāzhōu Xiàn              | 148 798           | 21 350    | 7                        |
| 6   | Det mongoliska autonoma häradet Subei | 肃北蒙古族 自治县     | Sùběi měnggǔzú zìzhìxiàn  | 14 979            | 55 000    | <1                       |
| 7   | Det kazakhiska autonoma häradet Aksai | 阿克塞哈萨克族 自治县 | Ākèsài hāsàkèzú zìzhìxiàn | 10 545            | 31 374    | <1                       |

## Klimat
Genomsnittlig årsnederbörd är 113 millimeter. Den regnigaste månaden är juni, med i genomsnitt 47 mm nederbörd, och den torraste är januari, med 2 mm nederbörd.